# Pays-Bas aux Jeux olympiques d'hiver de 2014
Les Pays-Bas participeront aux Jeux olympiques d'hiver de 2014 à Sotchi en Russie du 7 au 23 février 2014. Il s'agit de leur vingtième participation à des Jeux d'hiver. Ils n'ont remporté que des médailles en patinage de vitesse . 

## Médaillés
| Sport                  | Discipline                   | Athlète(s)                                                | Performance         | Date       |
| Médailles d'or : 8     |                              |                                                           |                     |            |
| Patinage de vitesse    | 5 000 m hommes               | Sven Kramer                                               | 6 min 10 s 76       | 8 février  |
| Patinage de vitesse    | 3 000 m femmes               | Ireen Wüst                                                | 4 min 00 s 34       | 9 février  |
| Patinage de vitesse    | 500 m hommes                 | Michel Mulder                                             | 69 s 31             | 10 février |
| Patinage de vitesse    | 1 000 m hommes               | Stefan Groothuis                                          | 1 min 08 s 39       | 12 février |
| Patinage de vitesse    | 1 500 m femmes               | Jorien ter Mors                                           | 1 min 51 s 51 (OR)  | 16 février |
| Patinage de vitesse    | 10 000 m hommes              | Jorrit Bergsma                                            | 12 min 44 s 45 (OR) | 18 février |
| Patinage de vitesse    | Poursuite par équipes hommes | Jorrit Bergsma Jan Blokhuijsen Sven Kramer Koen Verweij   | 3 min 37 s 71 (OR)  | 22 février |
| Patinage de vitesse    | Poursuite par équipes femmes | Jorien ter Mors Marrit Leenstra Lotte van Beek Ireen Wüst | 2 min 58 s 05 (OR)  | 22 février |
| Médaille d’argent : 7  |                              |                                                           |                     |            |
| Patinage de vitesse    | 5 000 m hommes               | Jan Blokhuijsen                                           | 6 min 15 s 71       | 8 février  |
| Patinage de vitesse    | 500 m hommes                 | Jan Smeekens                                              | 69 s 32             | 10 février |
| Patinage de vitesse    | 1000 m femmes                | Ireen Wüst                                                | 1 min 14 s 69       | 13 février |
| Patinage de vitesse    | 1500 m hommes                | Koen Verweij                                              | 1 min 45 s 009      | 15 février |
| Patinage de vitesse    | 1 500 m femmes               | Ireen Wüst                                                | 1 min 54 s 09       | 16 février |
| Patinage de vitesse    | 10 000 m hommes              | Sven Kramer                                               | 12 min 49 s 02      | 18 février |
| Patinage de vitesse    | 5 000 m femmes               | Ireen Wüst                                                | 6 min 54 s 28       | 19 février |
| Médaille de bronze : 9 |                              |                                                           |                     |            |
| Patinage de vitesse    | 5 000 m hommes               | Jorrit Bergsma                                            | 6 min 16 s 66       | 8 février  |
| Patinage de vitesse    | 500 m hommes                 | Ronald Mulder                                             | 69 s 46             | 10 février |
| Patinage de vitesse    | 500 m femmes                 | Margot Boer                                               | 75 s 48             | 11 février |
| Patinage de vitesse    | 1 000 m hommes               | Michel Mulder                                             | 1 min 08 s 74       | 12 février |
| Patinage de vitesse    | 1000 m femmes                | Margot Boer                                               | 1 min 14 s 90       | 13 février |
| Patinage de vitesse    | 1 500 m femmes               | Lotte van Beek                                            | 1 min 54 s 54       | 16 février |
| Patinage de vitesse    | 10 000 m hommes              | Bob de Jong                                               | 13 min 07 s 19      | 18 février |
| Patinage de vitesse    | 5 000 m femmes               | Carien Kleibeuker                                         | 6 min 55 s 66       | 19 février |
| Short-track            | 1000 m hommes                | Sjinkie Knegt                                             | 1 min 25 s 611      | 15 février |

| Sport               | Médaille d'or, Jeux olympiques | Médaille d'argent, Jeux olympiques | Médaille de bronze, Jeux olympiques | Total |
| ------------------- | ------------------------------ | ---------------------------------- | ----------------------------------- | ----- |
| Patinage de vitesse | 8                              | 7                                  | 8                                   | 23    |
| Short-track         | 0                              | 0                                  | 1                                   | 1     |
| Total               | 8                              | 7                                  | 9                                   | 24    |